# Anthonie de Lorme

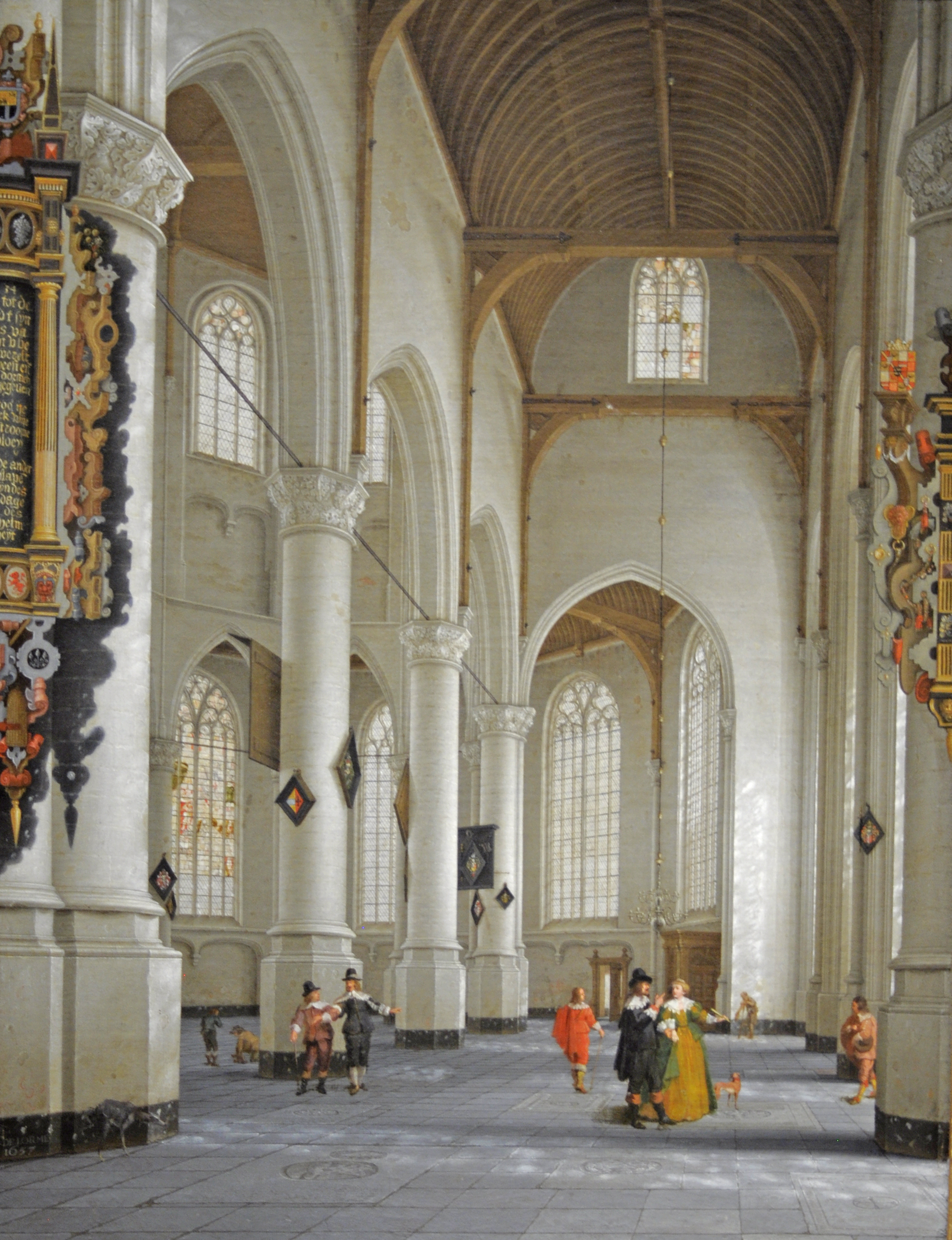
Interieur van de Laurenskerk, ca. 1647

Anthonie de Lorme (Doornik, ca. 1610 - Rotterdam, 1673) was een Nederlands kunstschilder uit de periode van de Gouden Eeuw. Hij specialiseerde zich in de afbeelding van kerkinterieurs.

## Leven en werk
De Lorme trok al vroeg naar Rotterdam, waar hij in de leer ging bij de schilder Jan van der Vucht (1603-1637), die zich ook bezighield met kerkinterieurs. Hij bracht zijn verdere leven in deze stad door en vervaardigde er veel afbeeldingen van interieurs van plaatselijke kerken.
Zijn eerste bekende werk dateert uit 1639 en toont een interieur van de Grote of Sint-Laurenskerk. Van deze kerk vervaardigde hij zeker zeventien interieurs, die zo precies waren uitgevoerd dat ze werden geraadpleegd bij de restauratie van het gebouw na de bombardementen tijdens de Tweede Wereldoorlog. In de jaren 40 maakte hij ook vele fantasie-interieurs die hij voorzag van fraaie lichteffecten. Later veranderde hij zijn stijl naar een meer sobere, waarin hij vaak details weergaf. Hierbij werkte hij meermaals samen met Anthonie Palamedesz., die de werken stoffeerde met mens- en dierfiguren.